# Alex Raack
Alex Raack (* 1983 in Celle) ist ein deutscher Autor und Journalist. In seinen Texten und Büchern beschäftigt sich der ehemalige Redakteur des Fußballmagazins 11 Freunde überwiegend mit dem Themenbereich Fußballkultur.

## Leben und Werk
Raack wuchs in Bostel bei Celle auf, bereits 2001 schrieb er Berichte über den Lokalsport für die Cellesche Zeitung. Nach dem Abitur am Celler Kaiserin-Auguste-Viktoria-Gymnasium im Jahr 2003 studierte Raack Geschichte, Sport und Politik in Göttingen und Marburg. 2009 begann er ein Volontariat bei dem Fußballmagazin 11 Freunde und arbeitete dort bis 2016 als Redakteur. Unter anderem war er Teil des 11FREUNDE-Liveticker-Teams, das 2013 mit dem Grimme Online Award im Bereich Humor ausgezeichnet wurde.
Raack arbeitet als freier Journalist und Buchautor, seine Texte wurden unter anderem in der Zeit und im Tagesspiegel, auf Spiegel Online, Vice sowie in den Sportmagazinen Kicker und Socrates veröffentlicht.
Zusammen mit dem ehemaligen Fußballprofi Uli Borowka veröffentlichte Raack 2014 dessen Biografie Volle Pulle – Mein Doppelleben als Fußballprofi und Alkoholiker beim Verlag Edel Books, welche die Spiegel-Bestsellerliste erreichte. Raacks zweites Buch Den muss er machen!, das 2015 erschien, behandelt Fußballklischees und -phrasen.
Anfang 2018 erschien das Buch Wolle: Ein Fan zwischen Ost und West beim Klett-Cotta Verlag, eine Biografie über Wolfgang Großmann, der als Fan von Borussia Mönchengladbach in der DDR lebte und dort zum „Staatsfeind“ wurde. Ein weiteres Buch über kuriose Geschichten von Fußballfans verschiedener Vereine wurde im Mai 2018 veröffentlicht.
Im September 2019 erschien das Buch Eigentlich bin ich ein super Typ, die Biografie von Mario Basler, im Edel Books Verlag. Gemeinsam mit dem Gewaltopfer und Aktivisten Christoph Rickels veröffentlichte Raack im September 2020 das Buch Schicksalsschlag. Im November 2020 nahm Raack eine Stelle als Pressereferent des Kirchenkreises Celle an. 2021 folgte das Buch Kämpfen. Siegen. Leben. über das Leben und die Krebserkrankung von Fußballer Marco Russ.

## Werke
- Volle Pulle – Mein Doppelleben als Fußballprofi und Alkoholiker (mit Uli Borowka). Edel Books, Hamburg, 2014, ISBN 978-3-8419-0333-4
- Den muss er machen! Phrasen, Posen, Plattitüden – die wunderbare Welt der Fußball-Klischees. Edel Books, Hamburg, 2015, ISBN 978-3-8419-0361-7
- Wolle: Ein Fan zwischen Ost und West. Klett-Cotta Verlag, Stuttgart, 2018, ISBN 978-3-608-10887-3
- Alles aus Liebe: Eine Reise ins Herz des Fußballs. Klett-Cotta Verlag, Stuttgart, 2018, ISBN 978-3-608-50383-8
- Eigentlich bin ich ein super Typ (mit Mario Basler). Edel Books, Hamburg, 2019, ISBN 978-3-8419-0675-5
- Schicksalsschlag: Täter, Opfer, Aktivist – Warum ich der Gewalt den Kampf ansage (mit Christoph Rickels). Edel Books, Hamburg, 2020, ISBN 978-3-8419-0721-9
- Kämpfen. Siegen. Leben.: Ein Leben für den Fußball und gegen den Krebs (mit Marco Russ). Edel Books, Hamburg, 2021, ISBN 978-3-8419-0779-0
- Die Jahrtausendtalente. Wie zwei junge Fußballer ihren großen Traum lebten (mit Marius von Cysewski und Alexander Schulte). Edel Sports, Hamburg, 2023, ISBN 978-3-98588-009-6
- It's not only Football (mit Markus Babbel). Edel Sports, Hamburg, 2023, ISBN 978-3-98588-043-0